# Chirurgická maska

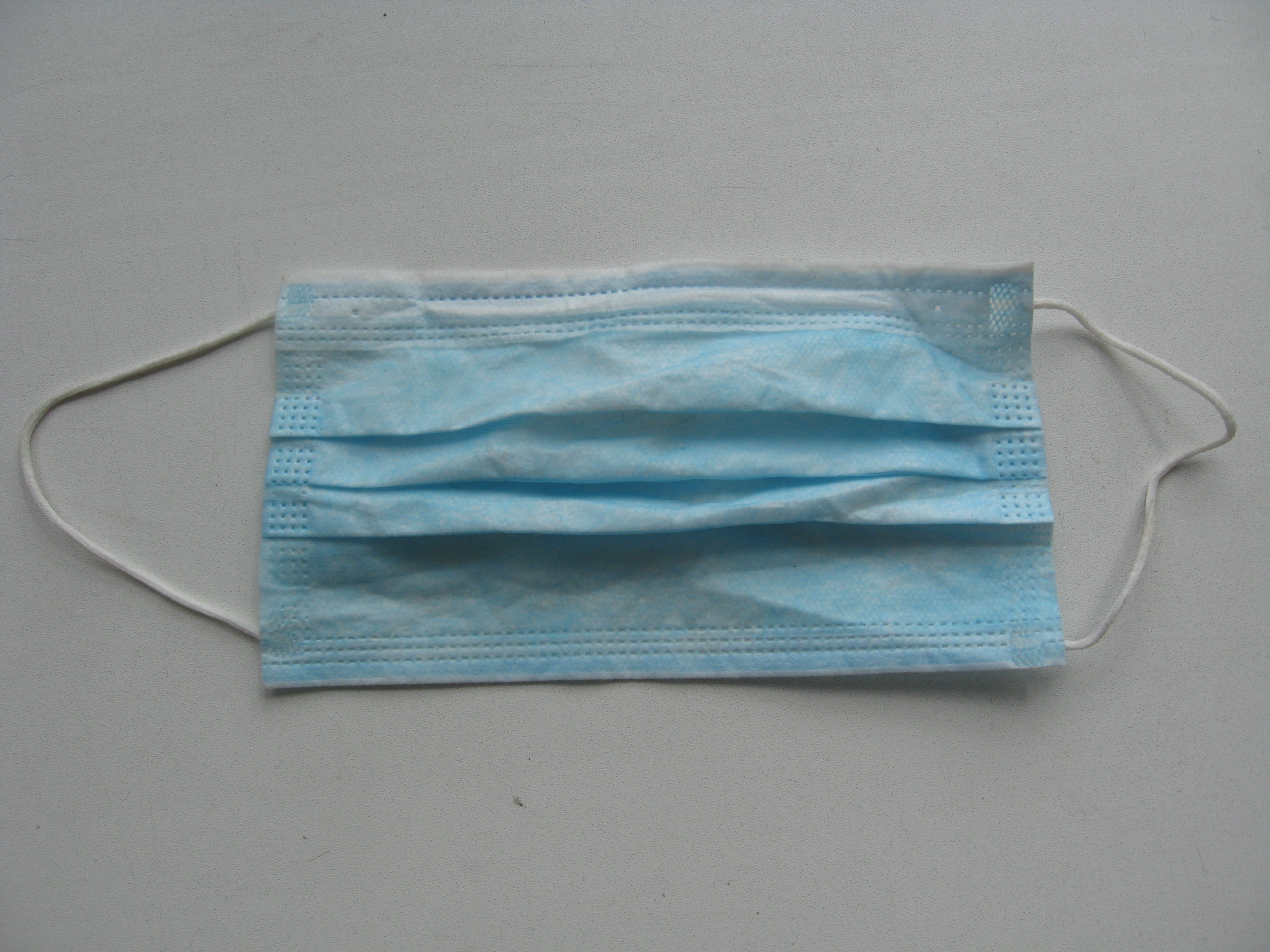
Chirurgická maska

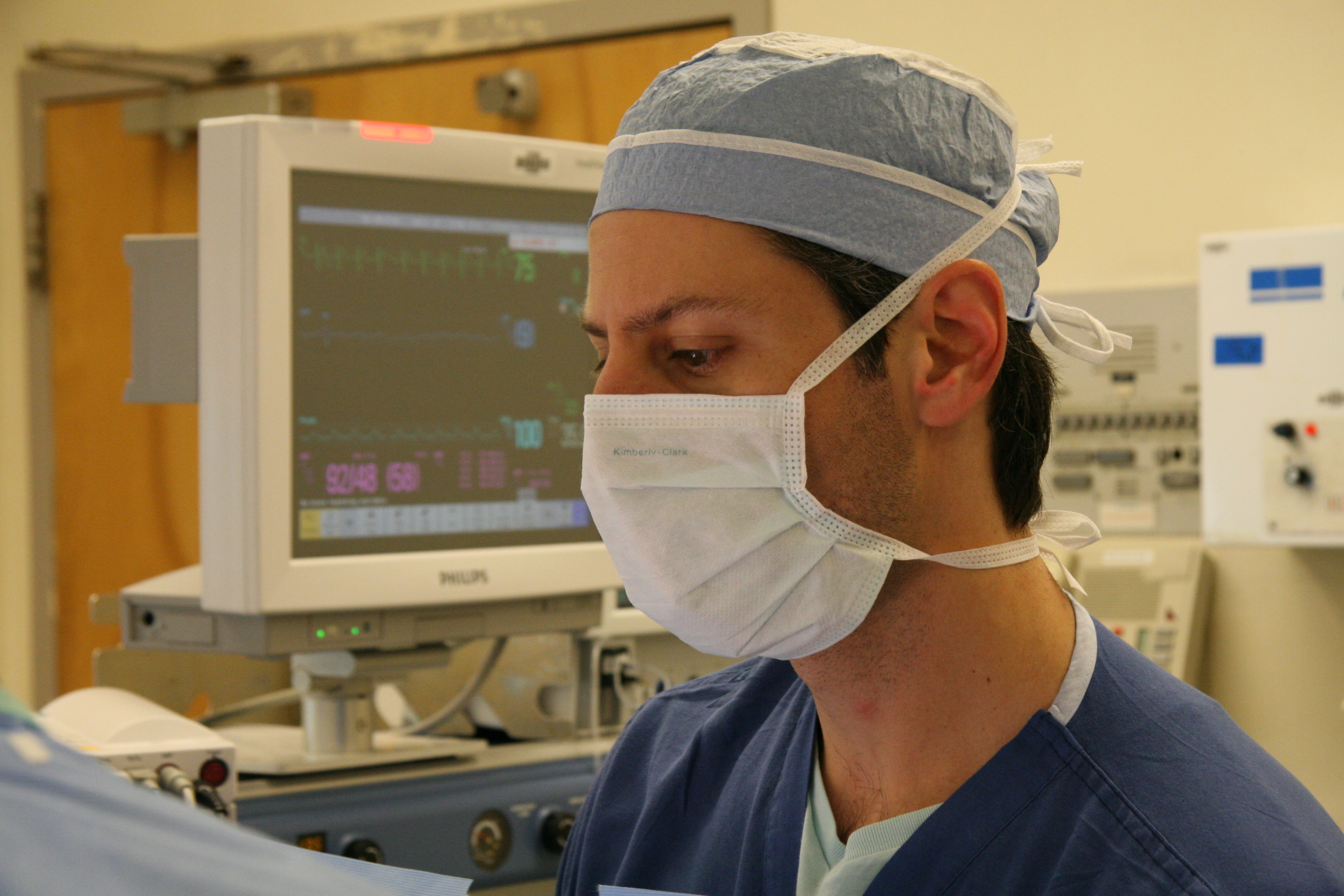
Zdravotnický pracovník s chirurgickou maskou během operace

Chirurgická maska, známá také jako chirurgická ústenka, procedurální maska, lékařská maska nebo jednoduše jako rouška na obličej, je určena k nošení zdravotnickými pracovníky během chirurgického zákroku a během kojení, aby zachytila bakterie zalévané v kapénkách a aerosolech z úst a nosu nositele. Nejsou navrženy tak, aby chránily uživatele před vdechováním vzdušných bakterií nebo virových částic a jsou méně účinné než respirátory, jako jsou masky N95 nebo FFP, které poskytují lepší ochranu díky jejich materiálu, tvaru a těsnosti. Nicméně jsou lepší než podomácku vyrobené improvizované roušky. Látkové roušky nejsou pro zdravotnictví doporučovány. Záleží také na správnosti použití. Například nedoléhání roušky k obličeji z důvodu neoholené tváře snižuje její účinnost.
Chirurgické masky běžně používá široká veřejnost po celý rok ve východoasijských zemích, jako je Čína, Japonsko a Jižní Korea, aby se snížila šance na šíření nemocí přenášených vzduchem a aby se zabránilo vdechování prachových částic ve vzduchu vytvářených znečištěním vzduchu. Chirurgické masky se navíc staly módním prohlášením, zejména v současné východní asijské kultuře podpořené její popularitou v japonské a korejské popové kultuře, která má velký dopad na východoasijskou kulturu mládeže. V poslední době se v důsledku rostoucího problému smogu v jižní a jihovýchodní Asii chirurgické masky a obličejové masky filtrující vzduch často používají ve velkých městech v Indii, Nepálu a Thajsku, když se kvalita vzduchu zhoršuje na toxickou úroveň. Kromě toho se v jihovýchodní Asii používají ochranné masky v Indonésii, Malajsii a Singapuru. Masky chirurgického typu pro filtrování vzduchu jsou v Asii značně populární, proto mnoho společností na trh uvedlo masky, které nejen zabraňují vdechování prachových částic ve vzduchu, ale jsou také módní.

## Popis
Chirurgická maska nebo procedurální maska je určena k nošení zdravotnickými pracovníky během chirurgického zákroku a určitých zdravotních postupů k zachycení mikroorganismů vrhaných do kapének a aerosolů z úst a nosu nositele. Jako první je zaznamenané použití francouzským chirurgem Paulem Bergerem během operace v Paříži v roce 1897. Moderní chirurgické masky jsou vyrobeny z papíru nebo jiného netkaného materiálu a musí být po každém použití zlikvidovány.
Chirurgická maska nesmí být zaměňována s respirátorem; jako taková ani není certifikována. Chirurgické masky nejsou navrženy tak, aby chránily uživatele před vdechováním vzdušných bakterií nebo virových částic, a jsou méně účinné než respirátory, které jsou pro tento účel určeny.
Teplota masky při výdechu dosahuje zhruba 30 °C.

## Používání

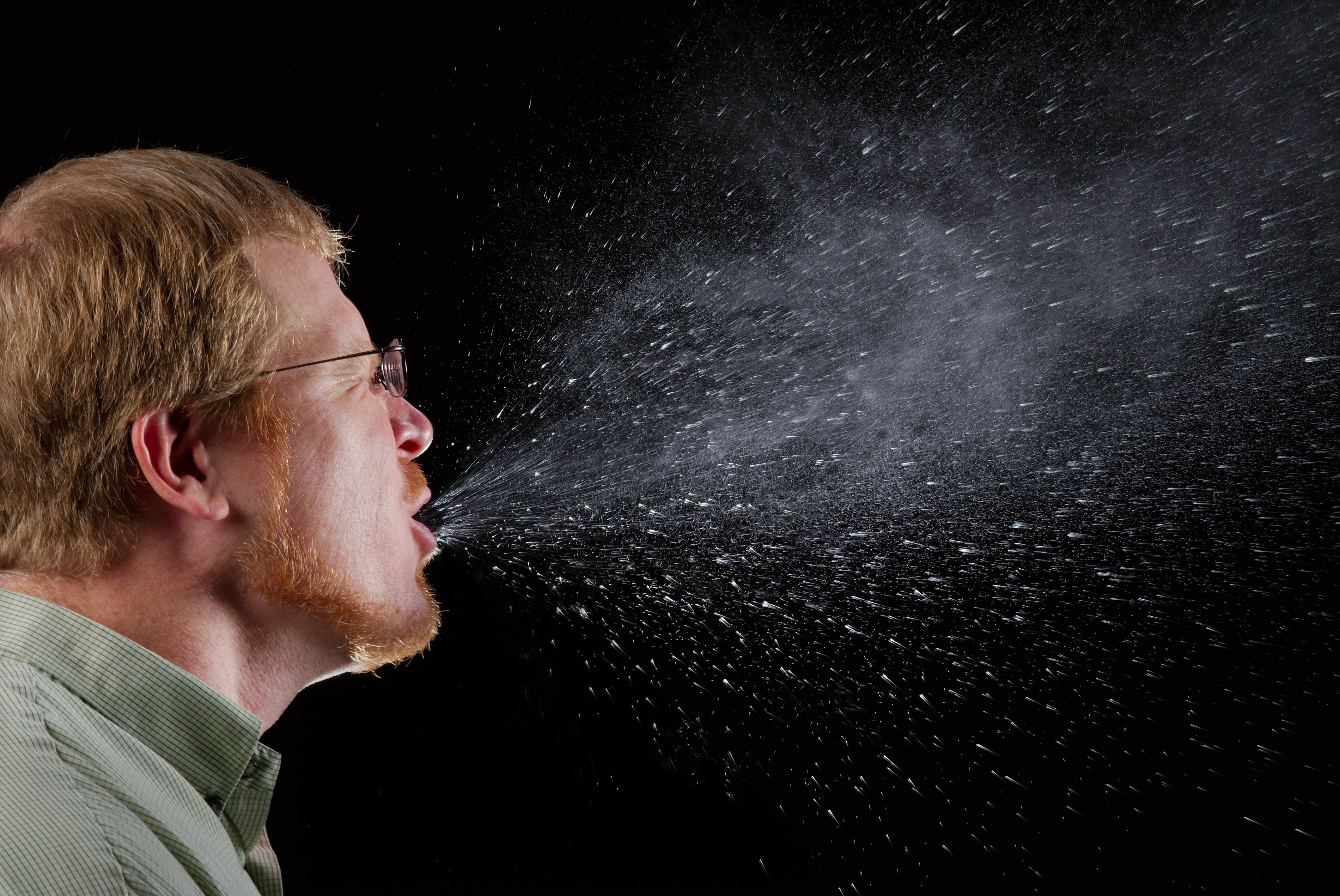
Bez chirurgických masek jsou nemoci přenášené vzduchem častěji přenášeny kapénkami z dýchacích cest

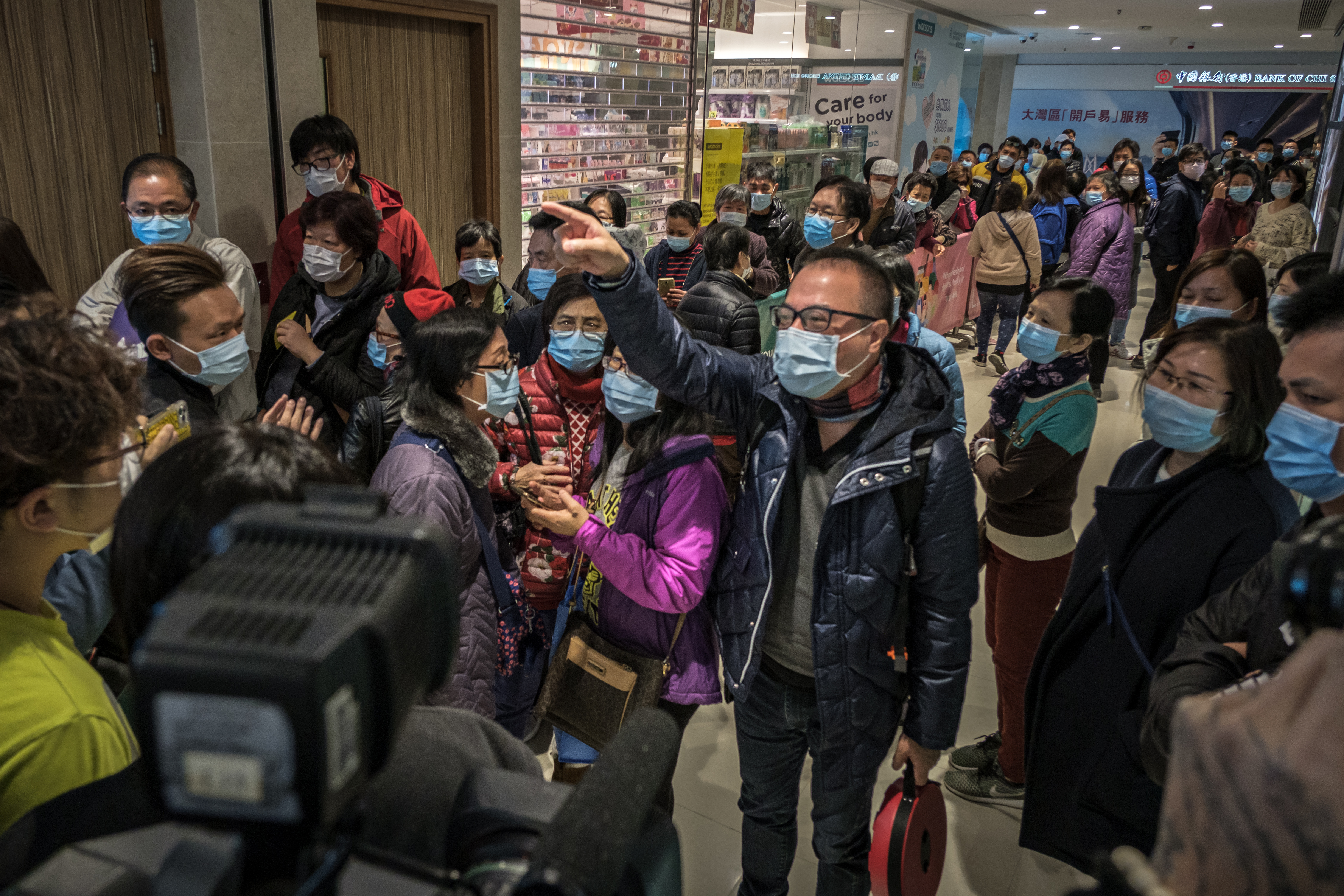
Lidé s chirurgickými maskami v Hongkongu během vypuknutí pandemie covidu-19

### Zdravotníci
Jednoduché chirurgické masky chrání uživatele před postříkáním do úst tělními tekutinami a brání přenosu tělních tekutin z nositele na ostatní, např. na pacienta. Připomínají také nositelům, aby se nedotýkali úst nebo nosu, které by jinak mohly přenést viry a bakterie poté, co se člověk dotkl kontaminovaného povrchu. Mohou také zamezit šíření infekčních kapének (přenášejících bakterie nebo viry), které vznikají při kašlání nebo kýchání nositele. Neexistuje žádný jasný důkaz o tom, že by jednorázové obličejové masky, které nosí členové chirurgického týmu, po čistých chirurgických zákrocích snížily riziko infekcí rány. Bavlněné a gázové masky neslouží jako chirurgické masky, protože nenabízejí dostatečnou filtraci mikrobů.[zdroj?] Důkazy podporují účinnost chirurgických masek při snižování rizika infekce u ostatních zdravotnických pracovníků a v komunitě. V komunitním prostředí musí být obličejové masky spojeny s dalšími opatřeními, jako je vyhýbání se úzkému kontaktu a udržování dobré hygieny rukou, aby se snížilo riziko nákazy chřipkou podle Centra pro kontrolu a prevenci nemocí (CDC) Spojených států, jež vydalo ve svých pokynech týkajících se Mexické prasečí chřipky v roce 2009.
Pro zdravotnické pracovníky doporučují bezpečnostní směrnice nošení obličejové respirátorové masky vyhovující normě Spojených států amerických NIOSH N95 nebo evropské normě EN 149 FFP3 v blízkosti pacientů s pandemickou chřipkou, aby se snížilo vystavení nositele potenciálně infekčním aerosolům a kapénkám. CDC poskytuje informace o výrobcích výrobců a důležitost správného nasazení těchto masek (respirátorů). Pro ty, kteří nejsou na použití respirátorů zvyklí, byl v USA vydán informační leták. 

### Široká veřejnost
Chirurgické masky ve východoasijských zemích běžně používá široká veřejnost, aby se snížila šance na šíření nemocí přenášených vzduchem; v Japonsku je běžné používat během období chřipky obličejovou masku, aby nedošlo k infikování jiných osob nebo k nakažení ve veřejném prostředí. V Japonsku a na Tchaj-wanu je běžné vidět tyto masky během chřipkové sezóny, jako projev úcty k ostatním a společenské odpovědnosti. Mohou se však také nosit kvůli alergiím, aby se zabránilo mluvení s cizími lidmi, nebo aby se nositel vyhnul potřebě nanesení make-upu, když jde ven. Mohou se také používat pro módu, a to zejména masky z černé látky, které často nosí idoly K-Popu.
Chirurgické masky se také mohou nosit, aby zakryly identitu. Rozpoznávání tváře je sníženo o 15 %. Ve Spojených státech banky, obchody se smíšeným zbožím atd. zakázaly jejich používání v důsledku opakovaných trestných činů. Při V protestech v Hongkongu v letech 2019–2020 měli někteří demonstranti chirurgické masky (kromě jiných typů masek), aby se vyhnuli poznání, a vláda se pokusila takové použití zakázat, ale nepodařilo se jí to.

### Masky během pandemie covidu-19
Během pandemie covidu-19 v Česku se popularita nošení ochranných masek natolik zvýšila, že v e-shopech byly roušky i respirátory vyprodané, a to včetně obyčejných papírových, vláda i proto jejich běžný prodej 3. března 2020 zakázala. Pracovníkům, kteří prováděli odběry vzorků, se doporučovalo i nošení štítu, aby se zamezilo nákaze přes spojivku. Následkem této situace se rozmohla domácí výroba roušek na šicích strojích, svépomocná distribuce a sdílení například přes sociální sítě. Objevila se rovněž satirická tvorba na toto téma.
V Asii se chybějící roušky občané snažili nahrazovat i hygienickými vložkami nebo slupkami z ovoce. V doporučeních, kdo by měl ochranné masky nosit, se jednotlivé země lišily. Světová zdravotnická organizace (WHO) nošení roušek jako preventivní opatření proti šíření viru do ledna 2020 nezmiňovala, ani od něho však výslovně neodrazovala. Až 3. dubna WHO připustila, že nošení masek má v boji proti šíření nového koronaviru význam. To potvrdila i studie Dr. Dona Miltona publikovaná stejný den v časopisu Nature Medicine.

## Design

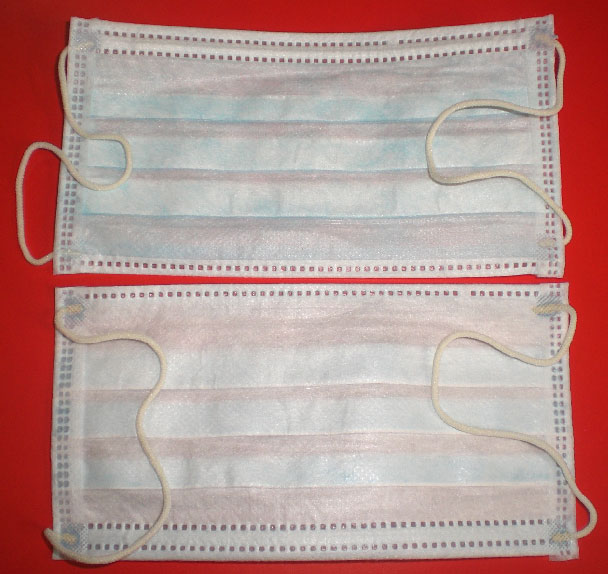
Typické třívrstvé chirurgické masky (horní má pravou stranu nahoře a spodní je obráceně). Hrana s dvojitým prošitím je určena k zakrytí nosu a uvnitř je skrytý kovový drátek, takže masku lze bezpečně připevnit kolem nosu

Konstrukce chirurgických masek závisí na technice; obvykle jsou masky třívrstvé. Tento třívrstvý materiál je vyroben z materiálu foukaného z taveniny umístěného mezi netkané textilie. Materiál foukaný z taveniny funguje jako filtr, který zabraňuje mikrobům vniknout do masky nebo ji opustit. Většina chirurgických masek je nařasená nebo má záhyby. Používají se tři záhyby, které umožňují uživateli rozšířit masku tak, že pokrývá oblast od nosu po bradu. Masky lze zabezpečit třemi různými způsoby. Nejoblíbenější je ušní smyčka, kde je na masku připevněn strunový materiál, který se připevňuje za uši. Druhým je vázání, které se skládá ze čtyř netkaných popruhů, které jsou uvázány za hlavou. Třetí je čelenka, elastický pásek, který je připevněn za hlavou.
O některých nových typech ústenek výrobci uvádějí, že jsou viry schopné nejen zachycovat, ale díky použitým nanočásticím oxidu mědi je mohou i zahubit. Americká designérka Danielle Baskin navrhla ochrannou masku s potiskem obličeje nositele, která bez sundání například umožní obličejem odemknout mobilní telefon a přitom zaručuje funkčnost.
Chirurgické masky s ozdobnými vzory jsou oblíbené v zemích, kde se nosí na veřejnosti.[zdroj?]

## Odkazy

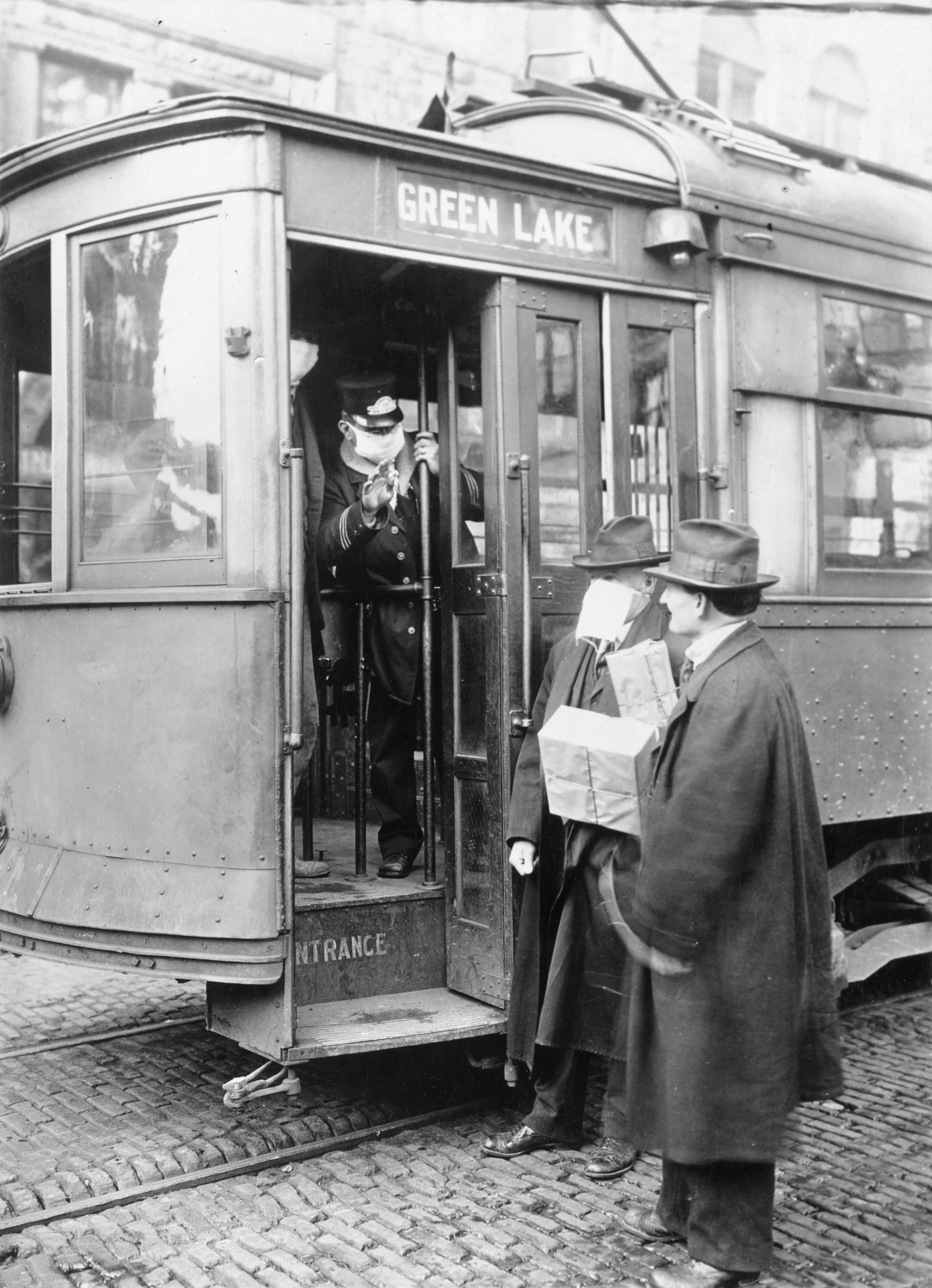
Během španělské chřipky v roce 1918 průvodčí tramvaje v Seattlu odmítá osobu, která se pokouší nastoupit bez masky